# Otto March
Otto March, född 7 oktober 1845 i Charlottenburg, död 1 april 1913 i Berlin, var en tysk arkitekt. År 1913 skapade han Deutsches Stadion (även kallat Kaiser-Wilhelm-Stadion eller Grunewaldstadion) som var tänkt att bli en olympisk arena 1916. Det blev dock inte så på grund av kriget. Deutsche Stadion revs inför de Olympiska sommarspelen 1936.